# Мартин, Бернд
Бе́рнд Мартин (нем. Bernd Martin; 10 февраля 1955, Штутгарт — 1 декабря 2018) — немецкий футболист, игравший на позиции защитника.

## Биография

### Клубная карьера
Мартин большую часть футбольной карьеры играл за «Штутгарт», в составе которого отыграл девять сезонов. Он был одним из игроков в составе «швабов», которые в 1977 году выиграли Вторую Бундеслигу, что позволило «Штутгарту» вернуться в Бундеслигу. В 1979 году «швабы» стал вице-чемпионом Германии и Мартин в те годы был стабильным игроком основного состава команды. Всего в составе «Штутгарта» он сыграл в официальных турнирах 269 матчей и забил 31 гол.
В 1982 году перешёл в мюнхенскую «Баварию», в составе которой отыграл три сезона, выиграл чемпионский титул в 1985 году и Кубок Германии в 1984 году. Его последним клубом в карьере стал «Ульм 1846», в котором Мартин отыграл один сезон и в 1986 году завершил карьеру игрока.

### Карьера в сборной
Мартин сыграл единственный матч за сборную ФРГ 2 мая 1979 года в отборе на чемпионат Европы 1980 года; матч закончился победой западных немцев со счётом 2:0. В том матче он вышел на поле на 88-й минуте; за сборную Бернд сыграл чуть больше двух минут, что является рекордом для сборной Германии.

### Смерть
Скончался 1 декабря 2018 года в возрасте 63 лет.

## Достижения
«Бавария»
- Чемпион Германии (1): 1984/85
- Обладатель Кубка Германии (1): 1983/84